# Tolaiti
Nella Bibbia, i Tolaiti erano una famiglia della tribù di Issacar che ebbe come capostipite Tola.

## I Tolaiti nella Bibbia
La famiglia dei Tolaiti è menzionata una sola volta nella Bibbia:
- Numeri 26:23: "I figli di Issacar secondo le loro famiglie furono: Di Tola la famiglia dei tolaiti; di Puva la famiglia dei puniti..."